# Malochora linsdalei
Malochora linsdalei är en mångfotingart som beskrevs av Chamberlin R. 1941. Malochora linsdalei ingår i släktet Malochora och familjen storjordkrypare. Inga underarter finns listade i Catalogue of Life.